# Theodor Bottländer
Theodor Bottländer (* 18. November 1904 in Schwartau bei Lübeck), gest. 25.6.1986 in Wellington (Neuseeland), war ein deutscher politischer Funktionär (KPD).

## Leben und Wirken
Bottländer, ein gelernter Kesselschmied, schloss sich 1921 dem Kommunistischen Jugendverband Deutschlands (KJVD) an. 1926 trat er der Kommunistischen Partei (KPD) bei. Zuvor war er, um sich einer Verhaftung wegen Teilnahme an Sprengstoffanschlägen in Osnabrück und Einbeck zu entziehen, in die Sowjetunion geflüchtet. Dort hatte er in Leningrad gelebt und hatte ab dem Frühjahr 1925 politische Schulungskurse am Internationalen Lenin-Schule in Moskau besucht.
Nach seiner Rückkehr nach Deutschland im Sommer 1926 wurde Bottländer verhaftet und im Dezember 1927 vom Reichsgericht in Leipzig wegen Vorbereitung zum Hochverrat zu einer Zuchthausstrafe von sechs Jahren verurteilt worden. Aufgrund der Reichsamnestie vom Sommer 1928 wurde er jedoch vorzeitig aus der Haft entlassen.
Seit 1928 war Bottländer im Antimilitaristischen Apparat (AM-Apparat) der KPD tätig, in dem er das Ressort Reichswehr leitete. In dieser Stellung löste er Arthur Heimburger ab, der zu diesem Zeitpunkt aus dem Apparat ausschied. Von 1929 bis 1930 absolvierte Bottländer unter dem Decknamen Fritz einen Kurs an der M-Schule der Komintern in Moskau. Wieder nach Deutschland zurückgekehrt arbeitete er erneut im AM-Apparat der KPD, in dem er die Zersetzungsarbeit in der Schutzpolizei und Reichswehr leitete.
Von 1931 bis Mitte 1933 war Bottländer für das Ressort Faschistische Organisationen des AM-Apparates zuständig. Während dieser Zeit wurde er 1932 von Hans Kippenberger, dem Leiter des Apparates, als Leiter des Aufbruch-Arbeits-Kreises (Deckname Arthur) eingesetzt.
Nach dem Reichstagsbrand vom Februar 1933 wurde Bottländer in die Niederlande entsandt, um im Auftrag der KPD-Leitung mehr über die Person und das Vorleben des als angeblichen Brandstifter verhafteten Marinus van der Lubbe herauszufinden. Zuvor war er kurzzeitig selbst infolge dieses Brandes in Haft genommen worden. Während dieser Zeit war er auch mit der Erkundung der Möglichkeit den inhaftierten Kommunistenführer Ernst Thälmann aus der Haft zu befreien, beauftragt worden.
Im September 1933 wurde Bottländer erneut in Haft genommen und am 15. Juni 1935 vom 1. Senat des Volksgerichtshofes zu einer Haftstrafe von drei Jahren und sechs Monaten Zuchthaus verurteilt. Sein lange umstrittener weiterer Werdegang wurde durch den Historiker Udo Grashoff aufgeklärt. Bottländer verstand es nicht nur, die Gestapo über seine tatsächlich bedeutende Rolle im KPD-Geheimdienst hinwegzutäuschen, ihm gelang es auch, sich als Experte für die Lenin-Schule der Komintern zu profilieren und die Gestapo davon zu überzeugen, dass er die Pariser KPD-Emigrationsleitung ausspionieren würde. In Paris begegnete ihm die KPD jedoch mit tiefem Misstrauen und publizierte in der Zeitschrift Internationale 1938 zwei Artikel, die vor dem vermeintlichen Gestapospitzel warnten.
Im Frühjahr 1940 setzte das Reichssicherheitshauptamt in Berlin ihn auf die Sonderfahndungsliste G.B., ein Verzeichnis von Personen, die im Falle einer erfolgreichen Invasion und Besetzung der britischen Inseln durch die Wehrmacht von den Besatzungstruppen nachfolgenden Sonderkommandos der SS mit besonderer Priorität ausfindig gemacht und verhaftet werden sollten.
Zu dieser Zeit befand sich Bottländer bereits in Neuseeland. Zunächst war Bottländer mit seiner Lebensgefährtin Mary Artner, die einen britischen Pass besaß, nach Großbritannien gegangen. Von dort war er nach Wellingten in Neuseeland ausgewandert, wo er seit März 1940 bis zu seinem Tod lebte. Er war dort Inhaber der Firma "Pacific Engineering".
Nach Erinnerungen Hermann Dünows soll Theodor Bottländer angeblich 1945 in Berlin in britischer Uniform aufgetaucht sein. Andere Quellen berichten, dass er nach der Besetzung Frankreichs nach Kanada gegangen sei.
Beides ist unzutreffend.